# 자오구 (양취안시)
자오구(중국어: 郊区, 병음: Jiāo Qū)는 중화인민공화국 산시성 양취안시의 행정구역이다. 넓이는 633km2이고, 인구는 2007년 기준으로 210,000명이다.

## 행정 구역
4개 진, 4개 향을 관할한다.
- 진: 荫营镇, 河底镇, 义井镇, 平坦镇
- 향: 西南舁乡, 杨家庄乡, 李家庄乡, 旧街乡